# Frank Nelson Cole
Pour les articles homonymes, voir Cole.
Frank Nelson Cole (né le 20 septembre 1861 à Ashland et mort le 26 mai 1926 à New York) est un mathématicien américain, membre de l'American Mathematical Society.

## Biographie
Il est connu pour avoir factorisé le nombre de Mersenne 267-1 (ou M67) en 1903, lors d'une mémorable séance de l'American Mathematical Society. Édouard Lucas avait démontré en 1876 que ce nombre n'était pas premier, sans que personne parvienne à le factoriser. Alors qu'il devait faire une conférence devant les membres de la Société, Frank Nelson Cole alla, sans un mot, calculer la valeur de M67 jusqu'à obtenir 147 573 952 589 676 412 927. Il alla ensuite à l'autre bout du tableau calculer, toujours à la main, 193 707 721 × 761 838 257 287 et obtint le même résultat. Puis il retourna à sa place, toujours sans prononcer la moindre parole. Cette prestation d'environ une heure de calculs sans commentaires fut reçue par une ovation debout. Plus tard, Frank Nelson Cole admit que cette factorisation lui avait pris « trois ans de dimanches ».
Le prix Frank Nelson Cole a été créé en son honneur.